# Джованні Абаньяле
Джованні Абаньяле (італ. Giovanni Abagnale, нар. 11 січня 1995, Граньяно, Італія) — італійський веслувальник, бронзовий призер Олімпійських ігор 2016 року.

## Виступи на Олімпіадах
| Олімпіада           | Дисципліна | Місце |
| ------------------- | ---------- | ----- |
| Ріо-де-Жанейро 2016 | двійки     | 3     |
| Токіо 2020          | двійки     | 11    |
| Париж 2024          | четвірки   | 4     |

## Зовнішні посилання
- Джованні Абаньяле — олімпійська статистика на сайті Sports-Reference.com (англ.) (архівна версія)
- Профіль [Архівовано 8 січня 2021 у Wayback Machine.] на сайті FISA.